# 陳宗暉
陳宗暉（1983年—），臺灣花蓮人，臺灣小說家，國立東華大學中國語文學系、國立東華大學華文文學研究所藝術碩士（MFA）。作品涵蓋以新詩、散文、小說。曾獲台灣文學獎、聯合報文學獎、自由時報林榮三文學獎、聯合文學小說新人獎等，著有《我所去過最遠的地方》